# Tarangnan
Tarangnan (Bayan ng Tarangnan) är en kommun i Filippinerna. Kommunen tillhör provinsen Samar och ligger på ön med samma namn. Folkmängden uppgår till 20 538 invånare.

## Barangayer
Tarangnan är indelat i 41 barangayer.
| - Alcazar - Awang - Bahay - Balonga-as - Balugo - Bangon Gote - Baras - Binalayan - Bisitahan - Bonga - Cabunga-an - Cagtutulo - Cambatutay Nuevo - Cambatutay Viejo | - Canunghan - Catan-agan - Dapdap - Gallego - Imelda Pob. (Posgo) - Lucerdoni (Irong-irong) - Lahong - Libucan Dacu - Libucan Gote - Majacob - Mancares - Marabut - Oeste - A - Oeste - B | - Pajo - Palencia - Poblacion A - Poblacion B - Poblacion C - Poblacion D - Poblacion E - San Vicente - Santa Cruz - Sugod - Talinga - Tigdaranao - Tizon |

## Bildgalleri

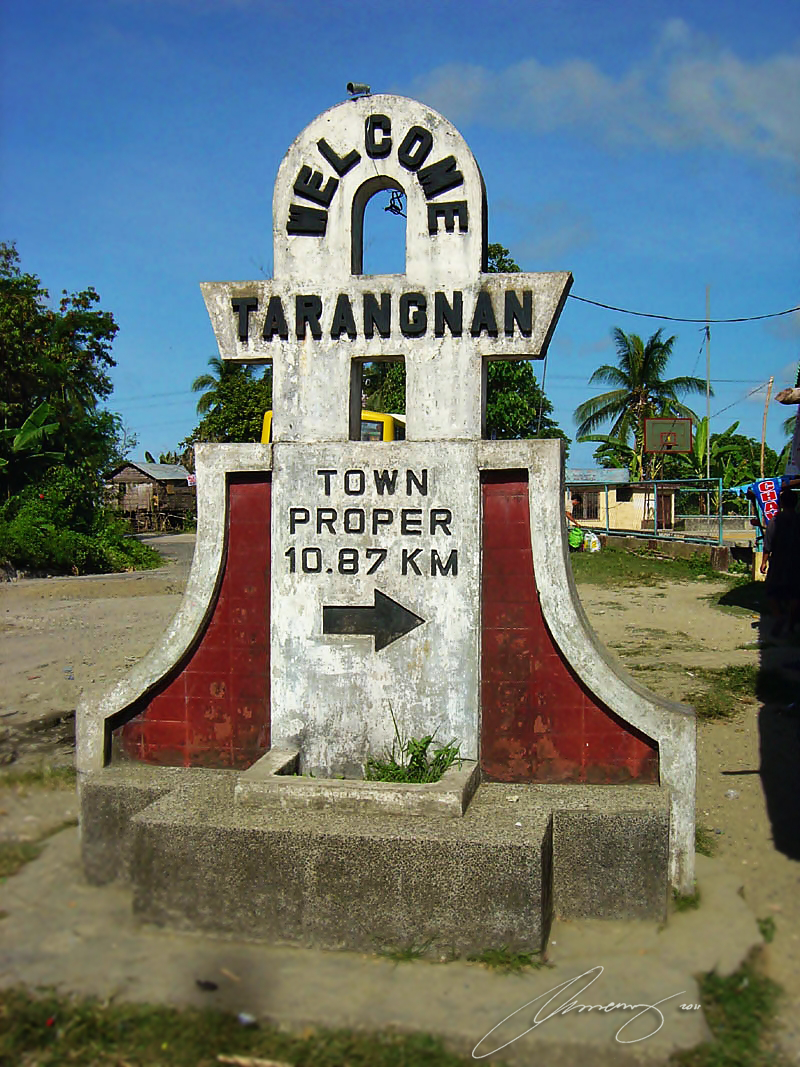
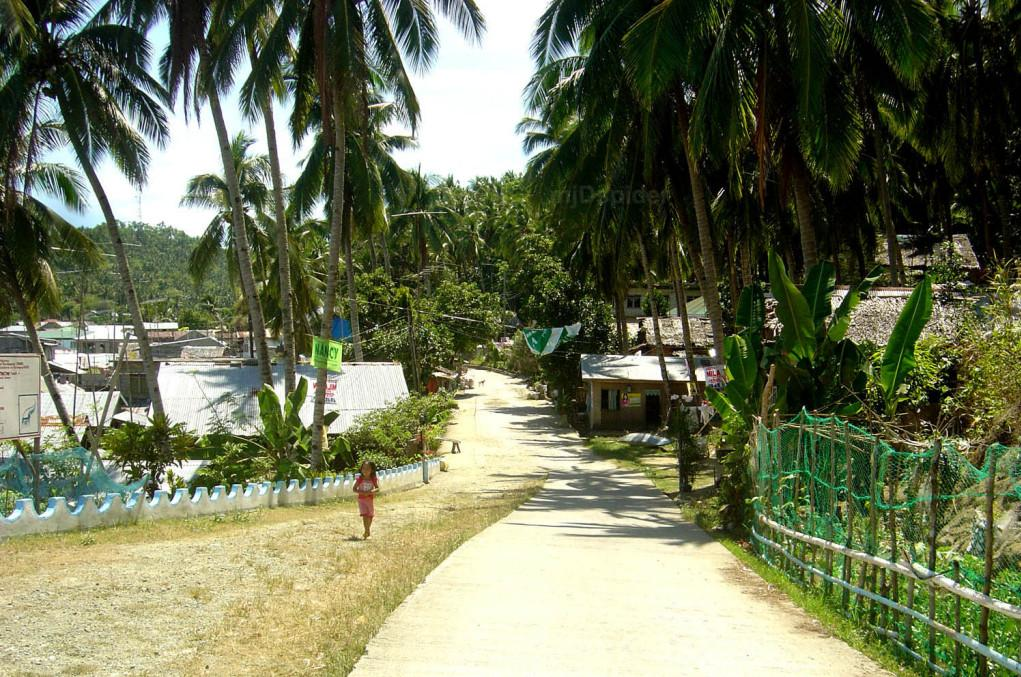
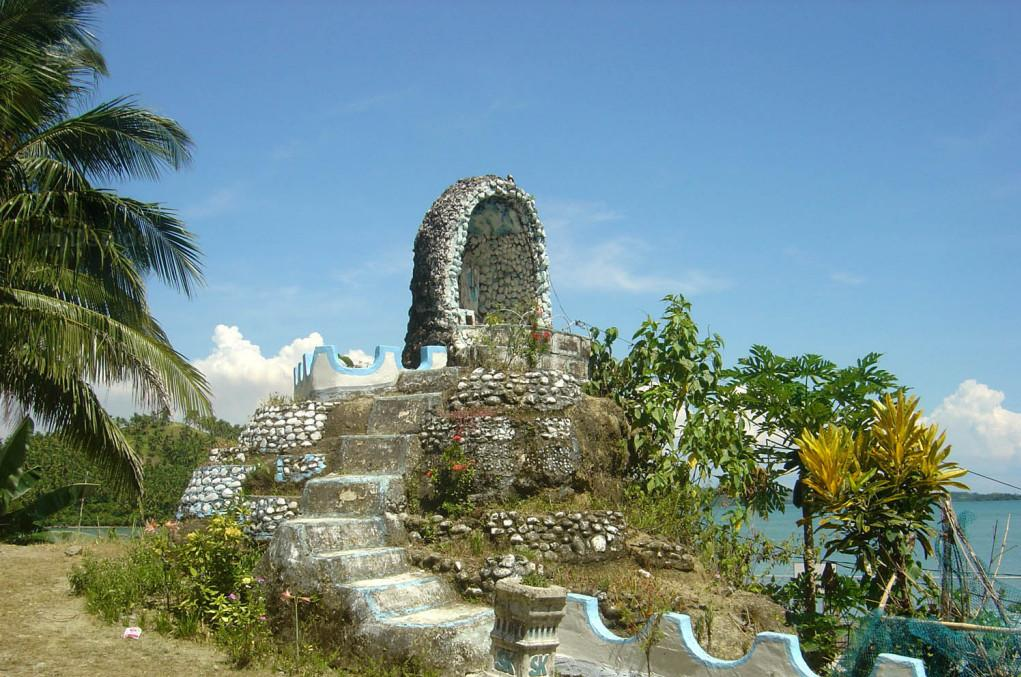
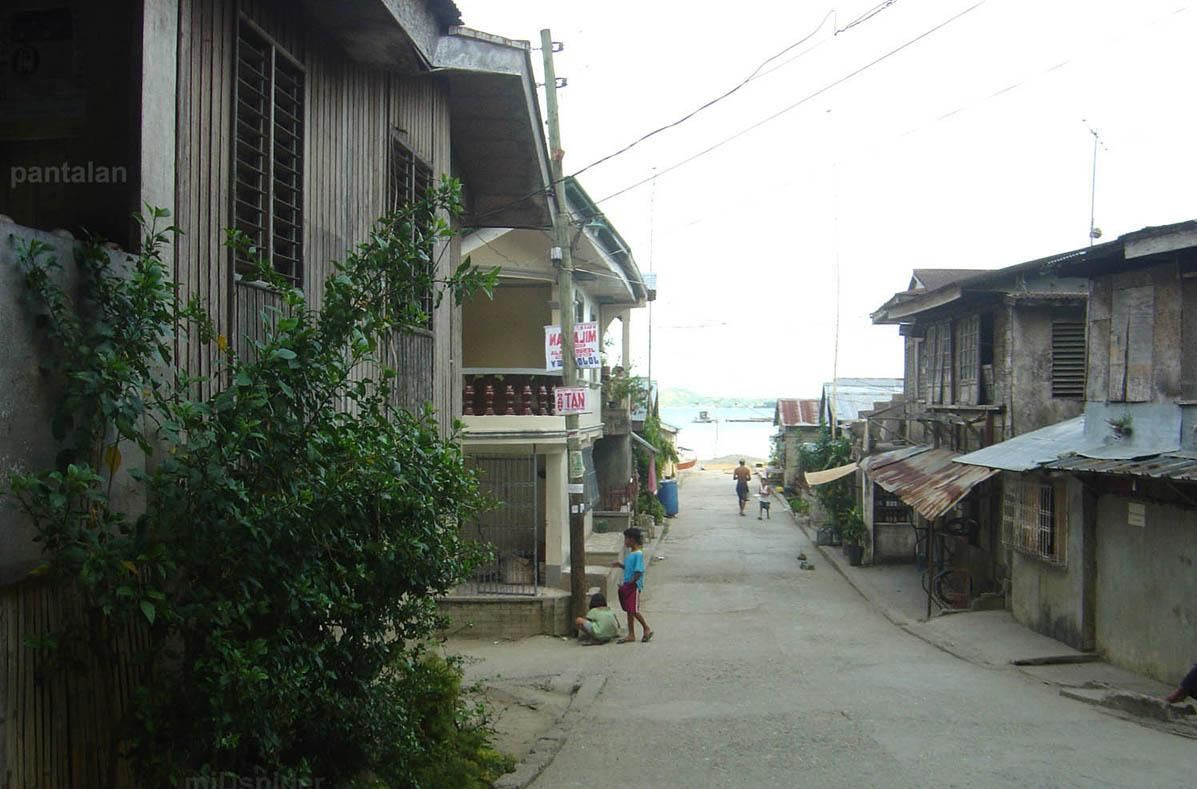
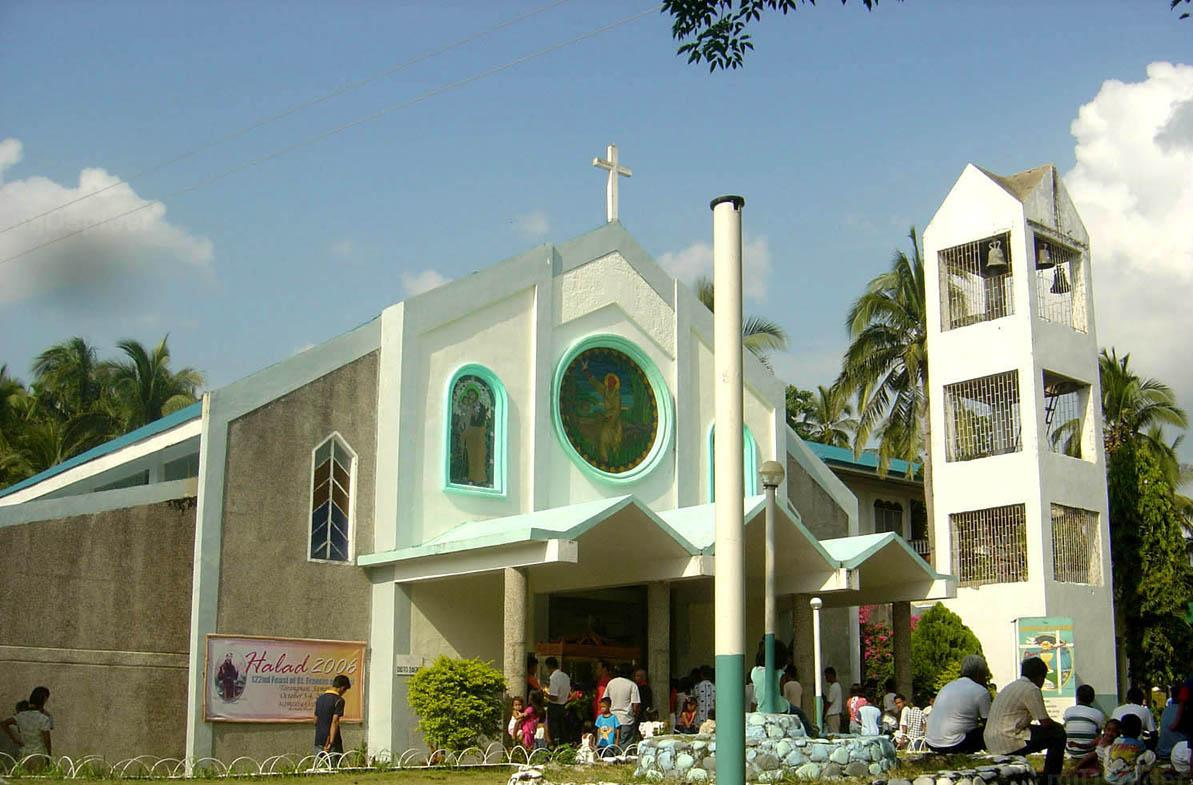